# Assen
Assen je glavni grad nizozemske provincije Drenthe. Grad ima 64 391 stanovnika. Assen leži na sjeveroistoku Nizozemske, na sjeveroistočnom kraju kanala Drentsche Hoofdvaart.,

## Povijest
Assen je kao naselje nastao 1257. oko malog samostana, ali je status grada dobio tek 1807. kada ga je tadašnji kralj Luj Bonaparte proglasio provincijskim centrom.

## Znamenitosti
Najveća znamenitost Assena je crkva cistercitskog samostana iz 13. stoljeća, u kojoj je danas smješten muzej. Pored grada nalazi se lokalitet s dolmenima (hunebedden), megalitskim kamenim spomenicima.

## Gospodarstvo
Assen je središte poljoprivredno-stočarskog kraja, poznat po proizvodnji mliječnih proizvoda. Grad ima i pogone lake industrije. Assen je i važno željezničko čvorište, a 16 km sjeverno od središta grada nalazi se zračna luka Eelde (IATA: GRQ, ICAO: EHGG) kog dijeli s gradom Groningenom.

## Gradovi prijatelji
- Poznanj

## Vanjske poveznice
- Službene stranice grada (nizoz.)
- Assen na portalu Encyclopædia Britannica (engl.)